# الصميدة والدحيل
الصميدة والدحيل قرية من قرى محافظة بدر في منطقة المدينة المنورة في السعودية، تقع في جنوب غرب المدينة المنورة